# Turistaház
A turistaház 173/2003. (X. 28.) Korm. rendelet alapján a hegyi menedékház egyik altípusa.
Hegyi menedékház az a természeti környezetben álló, turista célokra szolgáló, nem üzleti célú közösségi, szabadidős szálláshely, amely igénybe vehető több éjszakának az időjárástól védett módon való eltöltésére.
Az „A” kategóriájú hegyi menedékház (turistaház) állandó felügyelettel üzemel és a szálláshely-szolgáltatás mellett veszélyhelyzetbe került turisták elhelyezésére és csoportos elsősegélynyújtásra is felkészült.

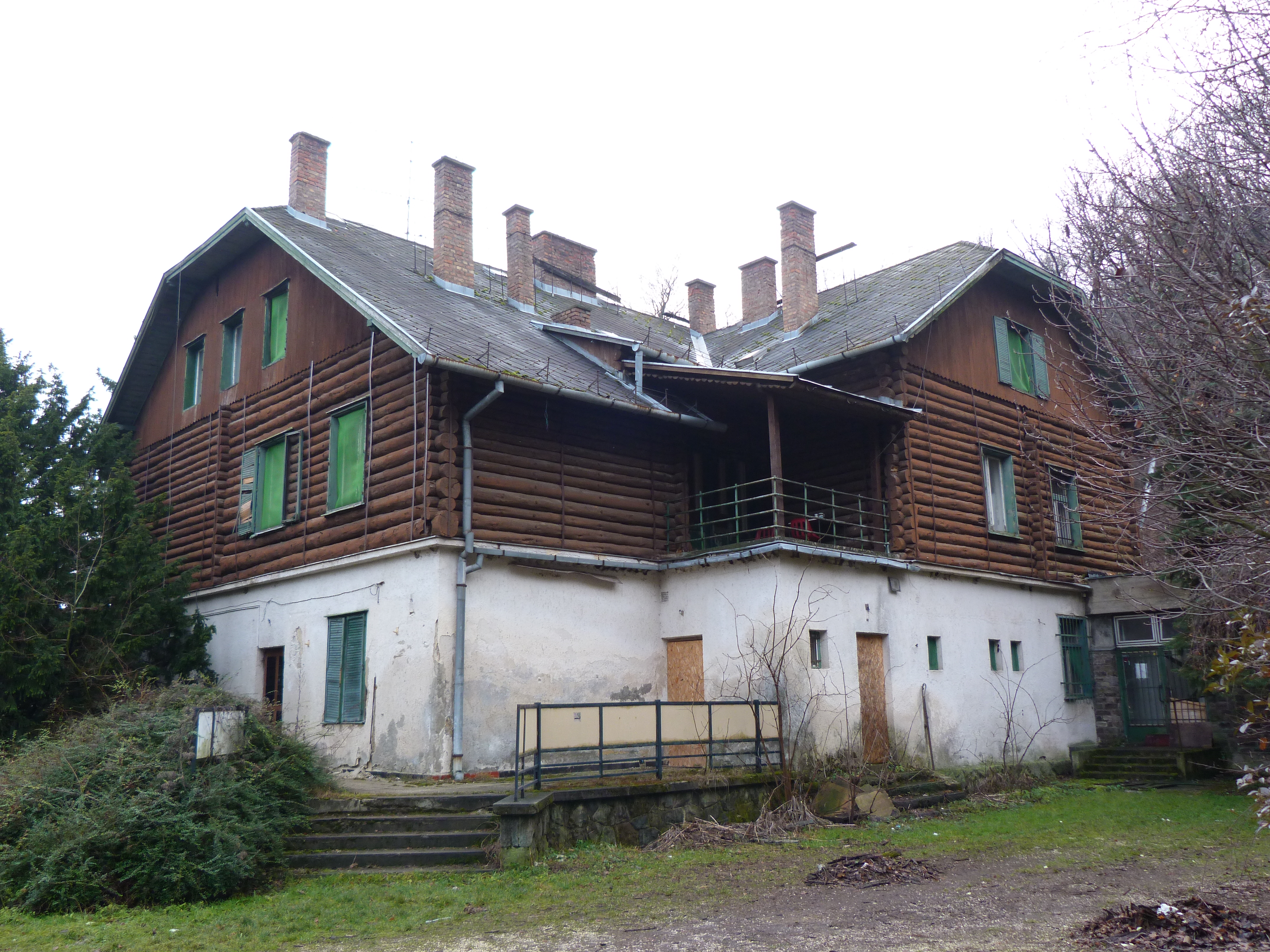
Turistaház Lajos-forrásnál

## A turistaház minősítési követelményei
A turistaház legalább a következő szolgáltatásokat nyújtja:
1. 7-10 óráig és 14-19 óráig recepciószolgálat vagy azt ellátni képes ügyelet. Az éjszakai bejárás lehetősége biztosított.
2. A hálóhelyiségben fekvőhelyenként legalább 4 m2 alapterületet vagy 8 m3 térfogategységet kell biztosítani (az emeletes ágy a minimális alapterület, illetve térfogategység szempontjából egy ágynak számít).
3. A hálóhelyiség berendezése, felszereltsége: ágy/emeletes ágy (fekvőfelület legalább 80x190 cm). Az ágyak ágybetéttel, párnával, takaróval felszereltek. Ágynemű biztosítása nem kötelező. A fekvőhelyszámnak megfelelő szék, legalább egy asztal és férőhelyenként egy 30x60 cm alapterületű ruhásszekrény-egység. Világítás: szobánként legalább egy központi (mennyezeti) lámpa (világítótest).
4. Fűtés: fűtési időszakban legalább 20 °C hőmérséklet.
5. Vizesblokkok száma: legalább 20 női és 30 férfi férőhelyenként mosdási lehetőség, valamint 20 női és 30 férfi férőhelyenként egy vízöblítéses WC.
6. Takarítás: legalább hetente, új vendég esetén kötelező a takarítás.
7. Tájékoztatás a szolgáltatásokról és a menekülési útvonalról.
8. A közös helyiségben tv vagy rádió áll rendelkezésre.
9. A turistaházban vagy közelében legalább reggelizési lehetőség.
10. Csoportos mentőfelszerelés áll rendelkezésre.